# 横浜市立寺尾中学校
横浜市立寺尾中学校（よこはましりつ てらおちゅうがっこう）は、神奈川県横浜市鶴見区北寺尾三丁目に所在する公立中学校。「寺中」（てらちゅう）と呼ばれている。

## 沿革
- 1947年
  - 4月 - 新学制により創立。学区内の地名にちなんで「横浜市立寺尾中学校」と呼称。
  - 5月5日 - 仮校舎（横浜市立東台小学校の一部）にて開校。生徒255名、5学級編成。
  - 5月20日 - 校章制定。（生徒の作品に手を加えて完成）
- 1948年
  - 6月12日 - 横浜市立寺尾中学校PTA発足。
  - 8月16日 - 校舎建設地決定。（北寺尾3丁目13番1号の現在地）
- 1949年7月29日 - 第1期工事（第3校舎）竣工。
- 1950年9月30日 - 第2期工事（第4校舎東側）竣工。
- 1952年10月10日 - 運動場整地完了。
- 1954年8月24日 - 第3期工事（第4校舎西側）竣工。
- 1955年10月15日 - 放送室竣工ならびに放送教育施設完備
- 1956年8月31日 - 第4期工事（第5校舎音楽室）竣工。
- 1957年5月5日 - 創立10周年記念式典挙行。校歌制定。
- 1958年
  - 3月8日 - 第5期工事（第4校舎中央部改築、第5校舎技術家庭科教室増築）竣工。
  - 7月18日 - 水泳プール竣工。（創立10周年記念事業）
- 1961年
  - 6月13日 - 第6期工事（鉄筋3階建中央6教室）竣工。（現4号館）
  - 9月19日 - 南部低地を改修し第2運動場設置。
- 1962年1月20日 - 第7期工事（鉄筋3階建昇降口と5教室）竣工。（現4号館）
- 1963年5月25日 - 創立15周年記念式典挙行。講堂兼屋内体育館落成式挙行。
- 1968年9月20日 - 開校20周年誌発行。
- 1972年7月21日 - 開校記念日制定。（10月1日）
- 1973年
  - 6月19日 - 新校舎起工式。（現3号館）
  - 12月10日 - 第2運動場完成。
- 1974年
  - 6月24日 - 新校舎落成。（現3号館）
  - 9月3日 - 新校舎竣工式。（現3号館）
  - 12月2日 - 第3（木造）校舎1/2解体撤去および整地作業完了。
- 1977年10月1日 - 開校30周年誌発行。
- 1978年4月1日 - 横浜市立上の宮中学校独立開校。
- 1981年
  - 3月20日 - 仮設校舎3棟（28教室）完成、移転（24学級）及び特別教室は2号棟に移転。
  - 4月11日 - 木造校舎3,4,5号棟解体開始。
  - 5月29日 - 同上解体完了。（木造校舎の全て）
  - 7月11日 - 鉄筋コンクリート（A棟、B棟）増築工事開始。
- 1982年
  - 3月29日 - 同上校舎（中庭、光庭）完成。
  - 4月10日 - 移転にともない校舎の呼名改正。A棟を1号館、B棟を2号館、前1号を3号館、前2号を4号館。
  - 7月30日 - 3号館、4号館の改修工事完了。
  - 10月1日 - 校庭造成工事着手。
- 1983年10月28日 - 第2音楽室（ベランダ改造）工事完了。
- 1985年
  - 4月14日 - 校庭造成工事完成。
  - 9月2日 - 体育館新築工事開始。
- 1986年3月25日 - 体育館完成。
- 1987年11月21日 - 開校40周年記念式・記念誌発行。
- 1988年
  - 5月30日 - 格技場・プール完成。
  - 6月11日 - 格技場・プール落成式典祝賀会。
- 1989年
  - 12月9日 - 視聴覚教室完成。
  - 12月10日 - 校庭防球ネット改修完成。
- 1992年3月31日 - コンピューター室完成。
- 1997年11月15日 - 50周年記念式典開催・記念誌発行。
- 1998年5月11日 - 第2グラウンド改修工事完成。
- 2004年4月1日 - 4号館改築完了。
- 2005年9月 - 耐震工事完了。

## 通学区域
- 鶴見区北寺尾1～5丁目の全域
- 鶴見区獅子ヶ谷1丁目の一部地域（生徒もしくは親が希望すれば上の宮中学校への編入も認められている。））
- 鶴見区駒岡1～2丁目の全域、3丁目の一部
- 鶴見区梶山2丁目の一部。
- 鶴見区馬場3～6丁目の一部地域（生徒もしくは親が希望すれば上の宮中学校への編入も認められている。））
- 鶴見区東寺尾2、5～6丁目、東寺尾北台・中台・東台の全域（2、5丁目は生麦中学校への受入可。）
- 鶴見区鶴見1丁目は正規学区は鶴見中学校だが、寺尾中学校でも受入可。
- 鶴見区岸谷3～4丁目は正規学区は生麦中学校だが、寺尾中学校でも受入可。

## アクセス
- JR鶴見駅から川崎鶴見臨港バス鶴05・06・07系統、川50系統で「寺尾中学入口」下車、徒歩約3分
- JR川崎駅から川崎鶴見臨港バス川50系統で「寺尾中学校入口」下車、徒歩約5分

## 著名な出身者
- アントニオ猪木 - 元プロレスラー、元参議院議員
- 稲垣正夫 - 元東映フライヤーズ選手
- 緒形直人 - 俳優
- 風間由次郎 - 俳優
- 加藤正志 - 元東北楽天ゴールデンイーグルス選手
- 金乃花武夫 - 元小結
- 木田勇 - 元日本ハムファイターズ・横浜大洋ホエールズ・中日ドラゴンズ選手
- 倉田誠 - 元読売ジャイアンツ・ヤクルトスワローズ選手
- 桑田武 - 元大洋ホエールズ・読売ジャイアンツ・ヤクルトスワローズ選手
- 白井健三 - 体操競技選手
- 長澤久美子（クミ） - 歌手グループ・Sugar元メンバー、デザイナー
- 原めぐみ - 歌手
- 樋口龍之介 - 北海道日本ハムファイターズ選手
- モーリ（毛利公子） - 歌手グループ・Sugar元メンバー
- クミ（長沢久美子)　- 歌手グループ・Sugar元メンバー